# 南开大学城市与区域经济研究所
南开大学城市与区域经济研究所2002年在南开大学经济研究所城市与区域经济研究室的基础上建立的，位于天津市南开区南开大学八里台校区。城市与区域经济研究所的研究方向为区域经济学，该学科是中国大陆三个区域经济学科国家重点学科单位之一。